# Wielkie Sioło (Litwa)
Wielkie Sioło (lit. Didžiasalis) – wieś na Litwie, w okręgu wileńskim, w rejonie wileńskim, w gminie Niemież. Graniczy z Wilnem.
Współcześnie miejscowość obejmuje także część dawnego majątku Niemież (bez samego pałacu).

## Historia
W dwudziestoleciu międzywojennym leżało w Polsce, w województwie wileńskim, w powiecie wileńsko-trockim, w gminie Rudomino. W 1931 miejscowość liczyła 371 mieszkańców, zamieszkałych w 63 budynkach.
Po II wojnie światowej w granicach Związku Sowieckiego. Od 1991 na niepodległej Litwie.

## Transport
Wielkie Sioło położone jest przy drodze krajowej 106, przebiegającej przez wieś oraz biegnących jej granicami drodze magistralnej A3, drodze krajowej 101 i linii kolejowej Kiwiszki – Wołczuny.